# 史密斯縣 (堪薩斯州)
史密斯縣（英語：Smith County，簡稱SM）是美國堪薩斯州北部的一個縣，北鄰內布拉斯加州。面積2,322平方公里。根據美國2000年人口普查估計，共有人口4,536人。縣治史密斯森特 (Smith Center)。
成立於1867年2月26日，縣政府於1872年成立。縣名紀念科羅拉多第二志願騎兵團的J. Nelson Smith 少校。美國本土的地理中心位於這裡。